# 2021년 동태평양 허리케인
이 문서에서는 2021년 동태평양 허리케인에 대해 기록하였다.

## 설명
- 활동 기간은 미국 날짜로 표시한다.

## 같이 보기
- 2021년 태풍
- 2021년 북대서양 허리케인
- 2021년 북인도양 사이클론